# Zacharie (prénom)
Pour les articles homonymes, voir Zacharie.
Sens et origine du nom :
Zakariya (hébreu zekharya(h)) est un nom qui signifie Dieu se souvient.
C'est le nom de deux prophètes de la Bible et du Coran, en particulier Zacharie (prophète).

## Variantes
- allemand : Zacharias
- anglais : Zachary
- arabe : Zakariyâ, Zakaria
- espagnol : Zacarías
- italien : Zaccaria
- polonais : Zachariasz
- russe : Захарий
- autre: Zakarie

## Zacharie comme nom de personne ou prénom
- Zacharie le prophète.
- Zacharie le père de Jean le Baptiste (également prophète).
- Zacharie Noah, footballeur franco-camerounais, époux de la responsable d'association Marie-Claire Noah, père du joueur de tennis, entraîneur, chanteur et danseur Yannick Noah, grand-père du basketteur Joachim Noah (1937-2017).
- Zachary Richard, auteur-compositeur-chanteur américain de musique cadienne.
- Zacharie Tshimanga Wa Tshibangu était un historien et universitaire congolais né le 4 octobre 1941 à Musefu (Kasaï Occidental).

## Personnages de fiction
- Zacharie l'Escarcelle, personnage d'Alexandre Soljenitsyne.
- Zachary Comstock, antagoniste de Bioshock Infinite.
- Zacharie, personnage de Off (jeu vidéo)